# Prosumidor
La palabra prosumidor es un acrónimo formado por la fusión original de las palabras productor (también profesional o proveedor, según el contexto) y consumidor. Se trata de un término utilizado en ámbitos muy diferentes, desde la agricultura a la informática, la industria o el mundo de las aficiones. También se usa la versión inglesa de la palabra, prosumer. El comportamiento del prosumidor indica tendencias emergentes, tendencias que las organizaciones deben gestionar adecuadamente participando de forma activa en los medios sociales (sin abandonar los medios tradicionales), dando a conocer sus prácticas asociadas a la sostenibilidad, y adaptándose a los nuevos códigos de servicio. Así mismo, se trata habitualmente de un consumidor exigente, que es capaz de evaluar los pros y contras de la elección de diferentes tipos de tecnología, obteniendo la información por sus propios medios o formación.

## Definición
El prosumidor se puede definir como una actividad que agrega valor a un producto, material en estado natural, servicio o al conocimiento en sí mismo, o bien, que sirve de soporte a nivel biológico y sistémico para la existencia de actividades remuneradas (por ejemplo el trabajo en el hogar o el voluntariado). Aunque en principio no implica una transacción monetaria, puede medirse su precio en relación con su oferta en el mercado (en caso de existir), lo que implica que esta actividad puede pasar también a la economía monetaria, en cuyo caso deja de ser prosumidor.
Algunas de sus variantes implican una agregación de valor que se sustrae a los costos de producción de una empresa y que implica un ahorro monetario al cliente, al realizar este último un trabajo que antes era realizado por personas dependientes de la empresa (armado y reparación de muebles y electrodomésticos, colaboración en el diseño de productos, publicidad sobre la base de recomendaciones, etc.) La aparición de herramientas complejas pero de fácil uso o de tecnologías amigables (cámaras de video, cortadoras de pasto, etc.) han incentivado el traspaso de actividades antes realizadas por terceros de forma remunerada, hacia la actividad prosumidora y el trabajo para uno mismo.
Es una actividad voluntaria y que requiere compromiso, esfuerzo y tiempo. La aparición de internet ha dado un nuevo énfasis a la misma, potenciando el trabajo prosumidor a través de redes de colaboración, que agregan valor de manera colectiva, incentivando la innovación y compartiendo conocimientos que aceleran los ciclos económicos y tecnológicos. Su aparición se liga con los cambios en las formas de producción de tipo fordista a las postfordistas, que producen cada vez más sobre la base de las demandas específicas de los usuarios.

## El origen
En 1972, Marshall McLuhan y Barrington Nevitt sugirieron, en su libro Take Today (p. 4), que con la tecnología electrónica el consumidor podría llegar a ser un productor al mismo tiempo. En el libro de The Third Wave (La tercera ola, 1980), el futurólogo Alvin Toffler acuñó el término "prosumidor". cuando hizo predicciones sobre los roles de los productores y los consumidores, aunque ya se había referido al tema desde 1970 en su libro Future Shock. Toffler preveía un mercado altamente saturado de producción en masa de productos estandarizados para satisfacer las demandas básicas de los consumidores, en el cual, para mantener el crecimiento de las ganancias, las empresas podrían iniciar un proceso de “mass customization” (personalización en masa), refiriéndose a la producción a gran escala de productos personalizados y describiendo la evolución de los consumidores, involucrados en el diseño y manufactura de los productos. Además, Toffler argumentó que cada individuo tendría el control de los bienes y servicios que sean de su consumo, una vez que la era industrial termine.
Sin embargo, para alcanzar un alto grado de personalización, los consumidores tendrían que tomar parte en el proceso de producción, especialmente especificando los requisitos de diseño. De alguna manera, esto sería sencillamente una extensión o masificación de algunas clases de relaciones existentes por muchos años entre clientes y profesionales, como las relaciones con los arquitectos.
Toffler predijo bien estas y muchas otras ideas para el siglo XXI. Gracias a otros trabajos publicados recientemente como Revolutionary Wealth (Riqueza revolucionaria, 2006), se puede reconocer y valorar el concepto y la existencia del prosumidor a escala mundial. Aunque estos conceptos están teniendo impacto y alcance global, se pueden medir parcialmente por la popularidad de Toffler en China. De hecho, Toffler mencionó en junio de 2006 que The Third Wave (La tercera ola) es el segundo libro más vendido de todos los tiempos en China, tan solo detrás del Pequeño libro rojo de Mao Zedong.[cita requerida]
Don Tapscott profundizó más en el concepto en su libro The Digital Economy (La economía digital, 1995), usando la palabra Prosumption (Prosumo). Más recientemente, The Cluetrain Manifesto anotó que "markets are conversations" (los mercados son conversaciones, es decir, con la nueva economía los consumidores pasivos se transforman en prosumidores activos). Por ejemplo, Amazon emergió como líder de comercio electrónico, en parte debido a su habilidad para construir relaciones entre los clientes en forma de conversaciones más que simples, "one-time sales". Amazon favorece el intercambio de información entre clientes.
Sin embargo, la personalización masiva no se ha presentado en la mayoría de las áreas de la economía. La mayor parte del consumo continúa siendo pasivo, las personas generalmente están desinteresadas en hacer esfuerzos para personalizar los innumerables productos y servicios que componen la cultura de consumo moderna. En The Paradox of Choice: Why More is Less (La paradoja de la elección: ¿por qué más es menos?, 2004), Barry Schwartz argumenta que los rendimientos decrecientes, generados como resultado de una confusión generada por la abundancia en las opciones de elección de los consumidores, está produciendo estrés e insatisfacción.

## Actualidad
Actualmente, el término se aplica a aquellos usuarios que ejercen de canales de comunicación humanos, lo que significa que, al mismo tiempo que son consumidores, son a su vez productores de contenidos. Un prosumidor no tiene fines lucrativos, solo participa en un mundo digital de intercambio de información, tal es el caso del P2P, redes entre pares o iguales. Incluso existen en la red páginas de tutoriales que instruyen a los usuarios a realizar ciertas tareas con el fin de impulsar el desarrollo y producción en la web (es el caso de la misma Wikipedia, cuyos contenidos los confeccionan/editan los propios usuarios sin una remuneración a cambio).
La palabra "prosumidor" describe perfectamente a millones de participantes en la revolución del Web 2.0, ya que son cada vez más las personas involucradas que suben información a la red y a su vez son consumidores de la misma, creando así un abanico de información en todos los sentidos.
En esta Web 2.0 podemos encontrar numerosos proyectos centrados en la figura del prosumidor, como es el caso de iStockphoto o la empresa Lego con Mindstorms. Compañías como Sony utilizan el término prosumidor para describir a usuarios de cámaras de vídeo que crean sus propios documentales con el fin de compartirlos. Así, el término se aplica también a nuevas tecnologías que ofrecen facilitad y compatibilidad con el usuario.[cita requerida]
Esta tendencia de producir y consumir se debe al contexto digital en que vivimos, donde el desarrollo de la tecnología, aplicada a las redes de comunicación, permite tener mayor acceso a cualquier tipo de información, sin que las barreras geográficas sean un impedimento.
El prosumidor se asemeja al modelo emirec (emisor–receptor) de Jean Cloutier donde existe una cadena de transmisión y respuesta de información entre emisor y receptor. Cloutier da por hecho que los nuevos medios permiten a cualquier usuario ser a la vez emisor y receptor de mensajes. [cita requerida].
A nivel mundial, en febrero de 2007 ya había nacido Red de Prosumidores que aglutinaba a consumidores que buscan pasar del sistema pasivo comprar-pagar a otro más activo como es el de comprar-pagar-promover-ganar.
En 2008, se crea en Colombia la red de prosumidores Prosunet con el propósito de servir de herramienta de consulta a todos los prosumidores del planeta y convertirse en el primer sistema de compra inteligente, sin embargo la red solamente operó durante pocos años, aunque el crecimiento fue muy positivo, principalmente por el fuerte vínculo con las tecnologías de la información y el comercio electrónico. Esta red fue liderada por el experto en comercio y mercadeo electrónico Leo Delgado.

### En inglés
- Turns of Phrase: Prosumer - business-oriented definitions of producer/professional and consumer
- February 2004 Datacloud on "Consumer" - relating Toffler/cluetrain and noting examples of corporate prosumer activity
- Review of The Paradox of Choice: Why More is Less - from January, 2004 Christian Science Monitor
- DIY happy - A website devoted to helping people reach economic self-sufficiency through daily coverage of numerous DIY projects.
- Managing Prosumers - An article from ComputerWorld magazine about prosumers and their influence on wireless devices.
- Prometeus: the future of media - The rise of the Prosumer by a video.
- Mahyp Blog Mahy - Mahy's pictures